# Гру Ліонель-Адольф

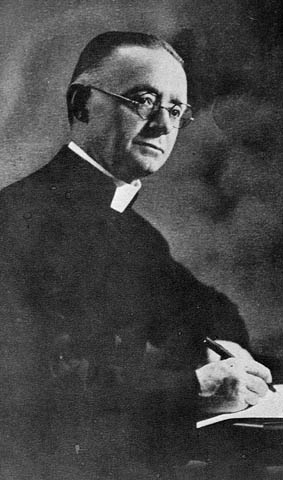
Льонель Гру, між 1925 та 1935 роками

Льоне́ль-Адо́льф Гру́ (фр. Lionel-Adolphe Groulx), відоміший як просто Льонель Гру, або ж абат Гру (фр. abbé Groulx) (Шено фр. Chenaux, Квебек; *13 січня 1878 — 23 травня 1967, Водрьой фр. Vaudreuil, Квебек) — католицький священик, історик та відомий квебекський націоналіст. 
У 1922 році видав роман "Поклик раси" (фр. L'Appel de la race), який у наші часи сприймається, як реакційний і шовіністичний.
Після навчання у духовній семінарії, викладав у Монреальському університеті (фр. Université de Montréal).
Тривалий час був редактором націоналістичного журналу «Національна дія» (фр. "Action nationale"), який існує досі. Наприкінці тридцятих років Гру одним з перших висунув ідею незалежності Квебеку (він назває майбутню країну «Французькою державою» — фр. "État français").
Викладач і добрий оратор, Гру багато працює зі студентською молодю, читаючи лекції на історико-націоналістичну тематику.
Деякі аспекти діяльності абата Гру сприймаються неоднозначно. Його роботи та лекції двадцятих та тридцятих роки містили елементи шовінізму, а іноді — й расизму. Після Другої Світової війни Гру значно змінив свої погляди і став провідником більш громадянського націоналізму.
Сьогодні на честь Льонеля Гру названа низка вулиць у різних містах Квебеку, а також — одна з станцій метро у Монреалі.